# Deutscher Soldatenfriedhof Rovaniemi Norvajärvi

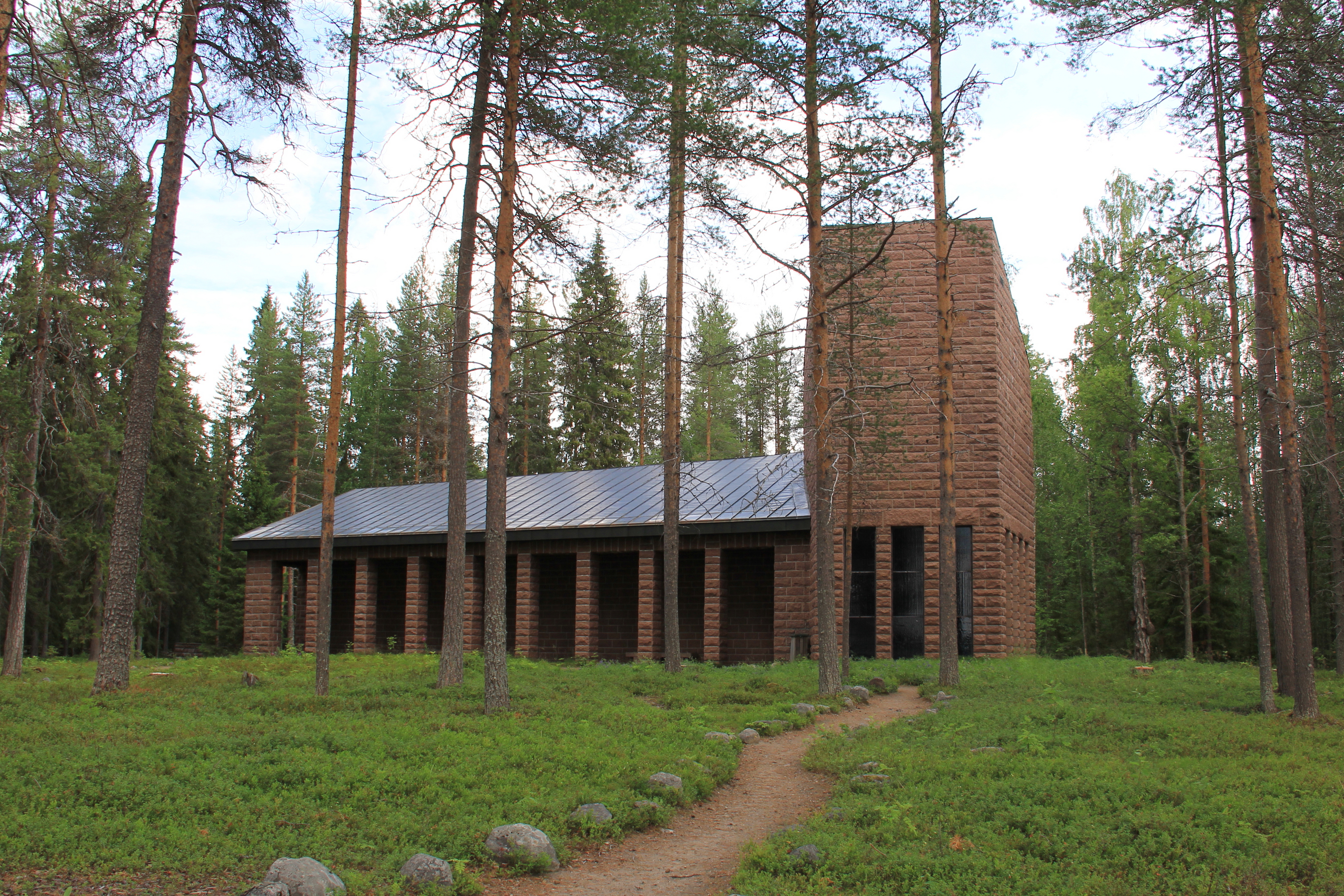
Deutscher Soldatenfriedhof Rovaniemi Norvajärvi (2023)

Der Deutsche Soldatenfriedhof Rovaniemi Norvajärvi befindet sich 18 km nördlich von Rovaniemi, Finnland. Er wurde am 31. August 1963 eingeweiht. Hier ruhen 2.530 deutsche gefallene Soldaten des Zweiten Weltkriegs.

## Lage
Vom Parkplatz an der Autostraße aus führt ein Fußweg durch den Wald in 10 Minuten zum Friedhofsgelände. Die Toten ruhen in einem Gruftgebäude, das wie eine Kirche aussieht. Das 16.000 Quadratmeter große Friedhofsgelände liegt auf einer bewaldeten Landzunge am Norvasee. Am Seeufer wurde ein hohes Kreuz aus Stahl errichtet.

## Die Toten
Die hier beigesetzten Soldaten sind während des Zweiten Weltkriegs in Lappland (Finnland) gefallen. Der Eingang vom Parkplatz aus ist durch eine Steintafel gekennzeichnet, auf der Deutscher Soldatenfriedhof 1939–1944 steht. Der Winterkrieg (sowjetisch-finnischer Krieg) dauerte von 1939 bis 1940. Hieran waren im Geheimen auch deutsche Militärberater für die finnischen Truppen tätig. Die dabei zu Tode gekommenen deutschen Soldaten sind ebenfalls auf diesem Friedhof beigesetzt. Der Fortsetzungskrieg in Finnland wurde von der deutschen Wehrmacht mit dem verbündeten Finnland ab 1941 gegen die Sowjetunion geführt und endete im Norden in einem Stellungskrieg bis 1944. Nach Aufkündigung des Bündnisses durch Finnland wurde dann der Lapplandkrieg von 1944 bis 1945 zwischen Finnland und Wehrmacht geführt. Die Gefallenen wurden aus Gräbern in den Provinzen Lappland und Oulu hierher zusammengeführt. Einer der noch im Krieg angelegten ursprünglichen Friedhöfe befand sich auf dem Friedhof 4 in Rovaniemi. Die im sowjetisch besetzten Teil von Finnland Gefallenen konnten nicht auf den Friedhof von Rovaniemi überführt werden.

## Grufthalle
Der Gruftbau ist eine Halle mit Turm und besteht aus roten Granitquadern. Im turmähnlichen Vorraum befindet sich eine Pietà aus Bronze: Mutter und Sohn von Ursula Querner. Bei der Pietà werden von den Besuchern Blumen und Kränze zum Gedenken niedergelegt. In der Vorhalle gibt es Verzeichnisse, in denen die Grablagen in der Haupthalle angegeben sind. In der Gruft der Haupthalle sind die Sarkophage beigesetzt. Die Sarkophage sind durch gemeinsame Platten von hellem Muschelkalkstein geschützt. In fortlaufender Schrift sind Namen, Dienstgrad, Geburts- und Sterbedatum der Gefallenen eingemeißelt. Die Halle hat große Glasfenster mit farbigen Ornamenten, sodass sie bei Tageslicht in Dämmerlicht getaucht ist. Sie ist je nach Wetterlage vom 1. Mai bis 30. September eines jeden Jahres geöffnet.

## Filme
- Deutscher Soldatenfriedhof Rovaniemi Norvajärvi bei YouTube (in Suomi)